# Phaenocoma prolifera
Phaenocoma prolifera là một loài thực vật có hoa trong họ Cúc. Loài này được (L.) D.Don miêu tả khoa học đầu tiên năm 1826.